# Benoît-Michel Tock
Benoît-Michel Tock (* 1963) ist ein belgischer Historiker.
Benoît-Michel Tock wurde 1990 mit einer Arbeit über die Kanzlei der Bischöfe von Arras an der Université catholique de Louvain promoviert. Die Habilitation (Habilité à diriger des recherches) erfolgte 2001 an der Université Paris 1 Panthéon-Sorbonne. Tock lehrt als Professor für Mittelalterliche Geschichte an der Universität Straßburg.
Seine Schwerpunkte in der Forschung und den Publikationen sind die mittelalterliche Diplomatik, Paläografie, die Geschichte des Mönchtums und der Orden. Er war Leiter von verschiedenen Projekten im Bereich der Digital Humanities, darunter vor allem Datenbanken zu mittelalterlichen Urkunden.

## Schriften (Auswahl)
Monographien
- Les chartes des évêques d’Arras (1093–1203) (= Collection de documents inédits sur l’histoire de France. Section d’histoire médiévale et de philologie, série in-8° 20). Paris 1991, ISBN 2-7355-0207-4.
- Une chancellerie épiscopale au XIIe siècle: le cas d’Arras.  (= Publications de l’Institut d’Etudes Médiévales. Band 12). Institut d’Etudes Medievales, Louvain-la-Neuve 1991, OCLC 802516365.
- mit Olivier Guyotjeannin, Jacques Pycke: Diplomatique médiévale  3. éd. revue et. corr.  Brepols, Turnhout 2006, ISBN 2-503-52351-X.
- Scribes, souscripteurs et témoins dans les actes privés en France (VIIe- début du XIIe siècle), Turnhout, 2005 (Artem), ISBN 2-503-51628-9.
- Les chartes de l’abbaye cistercienne de Vaucelles au XIIe siècle, Turnhout, Brepols, 2010, ISBN 978-2-503-53156-4.
- mit Jean-François Cottier, Daniel-Odon Hurel: Les Personnes d’autorité en milieu régulier . Des origines de la vie régulière au XVIIIe siècle (= Congrégations, ordres religieux et sociétés. Bd. 22). Publications de l’Université de Saint-Étienne, Saint-Étienne 2012, ISBN 978-2-86272-621-2
- Foulques de Cambrai, La Fondation de l’abbaye de Vaucelles (Fundatio abbatiae de Valcellis) (= Les classiques de l’histoire au Moyen Age. Bd. 56). Les Belles Lettres, Paris 2016, ISBN 978-2-251-34307-5.

Herausgeberschaften
- Monumenta Arroasiensia (= Corpvs Christianorvm. Continuatio mediaeualis. Bd. 175). Turnhout, Brepols, 2000, ISBN 2-503-04751-3.
- mit Cédric Giraud: Rois, reines et évêques.  L’Allemagne aux Xe et XIe siècles [Könige, Königinnen und Bischöfe. Deutschland im 10. und 11. Jahrhundert].  Recueil de textes traduits, Turnhout, Brepols, 2009, ISBN 978-2-503-53241-7.